# Shamrock (Texas)
Pour les articles homonymes, voir Shamrock.
Shamrock est une ville du comté de Wheeler dans l'État du Texas aux États-Unis. La ville est frontalière à l'Oklahoma et aux villes d'Erick et Texola.
Sa population était de 1 789 habitants en 2020.
La ville est située sur le parcours de l'U.S. Route 66, et on y trouve en particulier un bâtiment classé de style art-déco, ancienne station service, construit en 1936 : l'U-Drop Inn (en) ayant servi d'inspiration à la boutique d'un personnage de Cars.

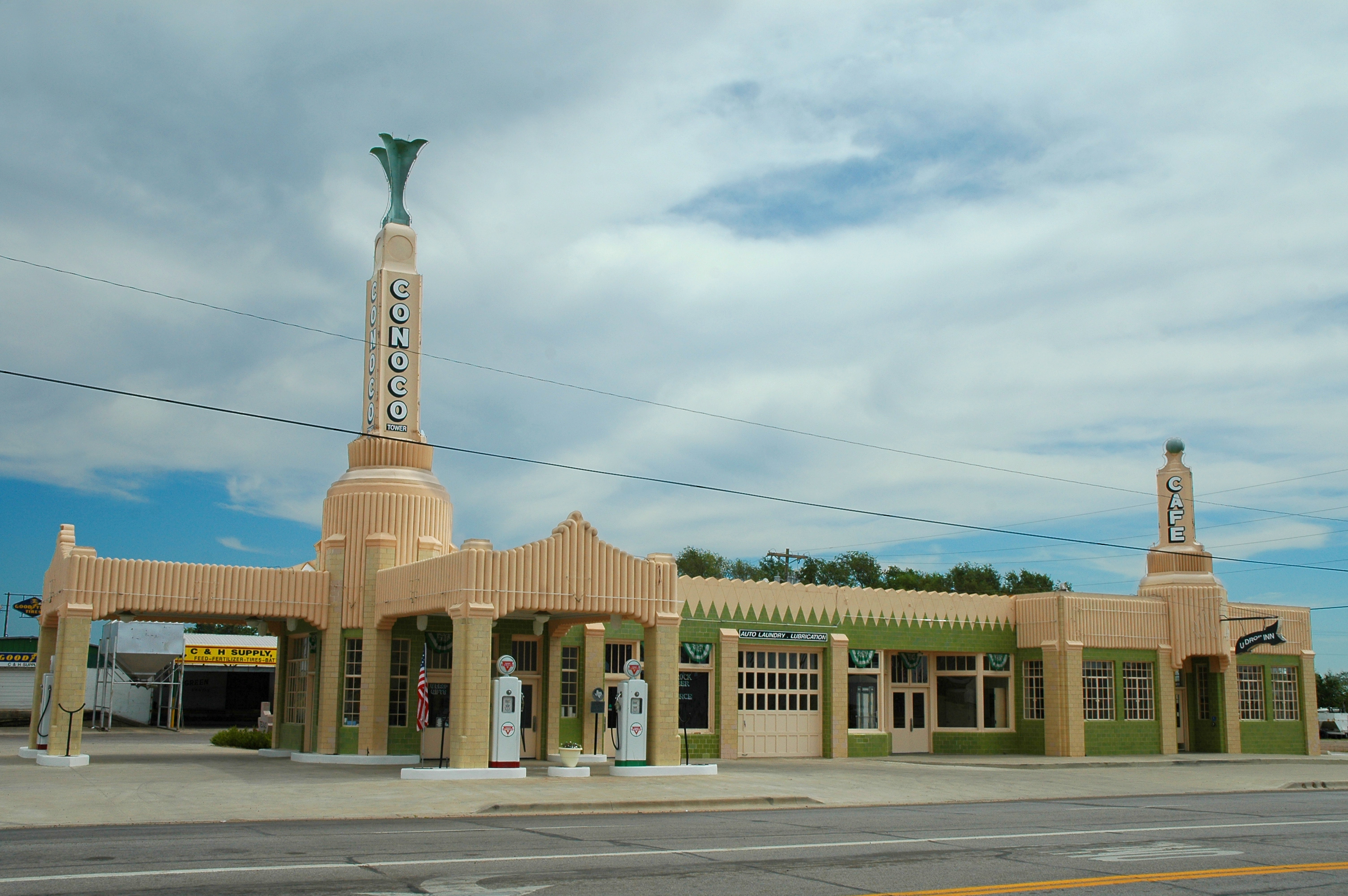
U-Drop Inn de Shamrock